# François Antoine Robischung
 (septembre 2014).
Si vous disposez d'ouvrages ou d'articles de référence ou si vous connaissez des sites web de qualité traitant du thème abordé ici, merci de compléter l'article en donnant les références utiles à sa vérifiabilité et en les liant à la section « Notes et références ».
François-Antoine Robischung (28 juin 1847 à Wildenstein (Haut-Rhin) en France - 10 mars 1923 à Husseren-Wesserling (Haut-Rhin) en France) était un conteur et pédagogue alsacien.

## Biographie
Issu d'une famille de verriers, en Alsace, il écrit de petits textes pour la « Bibliothèque de la jeunesse chrétienne » de l’éditeur Mame à Tours. Il est aussi directeur de l’école industrielle de Wesserling de 1873 à 1911.
Il publie par ailleurs de nombreux récits de voyages évoquant la région des Alpes et l’Est de la France, ainsi que plusieurs études consacrées aux vieux métiers des Vosges.

### Publications
- Un Coin des Alpes, ou Une Ascension nocturne, suivi de Souvenirs de l'Oberland bernois et de la Suisse centrale, et de Un Pêcheur vosgien sur une île flottante, Mame, Tours, 1880 (5 réimpressions : 1881, 1886, 1888, 1889, 1892).
- Un Touriste alpin à travers la forêt de Bregenz et la Via Mala, Mame, Tours, 1881, 1883, 1886
- Mémoires d'un guide octogénaire, échos des vallées d'Alsace et de Lorraine, Mame, Tours, 1883, 1884, 1886 Texte en ligne
- Souvenirs de la Haute-Engadine, Mame, Tours, 1885
- Le Charbonnier des Vosges, Mame, Tours, 1888
- Le Métayer du Rossberg, Mame, Tours, 1893, 1896]
- Der Senne vom Rossberg, Éditeur allemand, 1896
- Le Bûcheron de la Vieille montagne, Mame, Tours, 1896, 1899, 1901
- À la ferme des Grandes-Roches, récits de veillées, Mame, Tours, 1899 et 1901
- Der Köhler aus dem Blumenthal (Le Charbonnier du Florival), 1904
- À la ferme du Vieux-Château, Mame, Tours, 1911